# Делла Маджоне
Базиліка Делла Маджоне (італ. Basilica della Santissima Trinità del Cancelliere) — церква на честь Святої Трійці у східній частини Палермо (квартал Кальса), зразок архітектури пізнього норманського періоду. Входить до складу архієпархії Палермо, один з трьох храмів архиєпархії, що мають почесний статус «малої базиліки».

## Історія
Базиліка була побудована на кошти  Маттео д'Аелло (помер 1193 року), визначного державного діяча Сицилійського королівства за Вільгельма I Злого, Вільгельма II Доброго та Танкреда. Різні джерела називають дату закладення храму в проміжку між 1150 і 1190 роками. 1191 року Маттео д'Аелло передав церкву, яку він побудував, цистерціанцям, яких в 1197 за повелінням імператора Генріха VI змінили лицарі Тевтонського ордена. З кінця XV століття Делла Маджоне став звичайним парафіяльним храмом. Храм серйозно постраждав під час Другої світової війни, але його відновили в 1950-1960-их роках. Під час реставрації були видалені численні  барокові елементи, внаслідок чого Делла Маджоне виявився одним з небагатьох зразків пізньої сицилійсько-норманської архітектури, що звільнилася до кінця XII століття від арабського впливу.

## Опис споруди
Суворий фасад церкви є композицією з трьох  ярусів глухих арок, але вже без характерних для соборів Монреале та Палермо складних інкрустацій і аркових переплетень. Аналогічна композиція з глухих арок повторюється в тричасній апсиді.
У плані Делла Маджоне являє собою тринавну базиліку. Вузькі бічні нави відокремлені від головної двома рядами мармурових колон, на які спираються стрілчасті арки. Суворий інтер'єр практично позбавлений прикрас. У північній (лівій) наві збереглися кілька надгробків лицарів Тевтонського ордена.
До північної стіни Делла Маджоне прилягає клуатр  — внутрішній двір колишнього монастиря. Периметр клуатру утворений рядами здвоєних колон з витонченими капітелями та стрілчастими арками. Ці характерні елементи свідчать про те, що над клуатром Делла Маджоне попрацювали майстри, які також будували Собор Монреале.

## Світлини

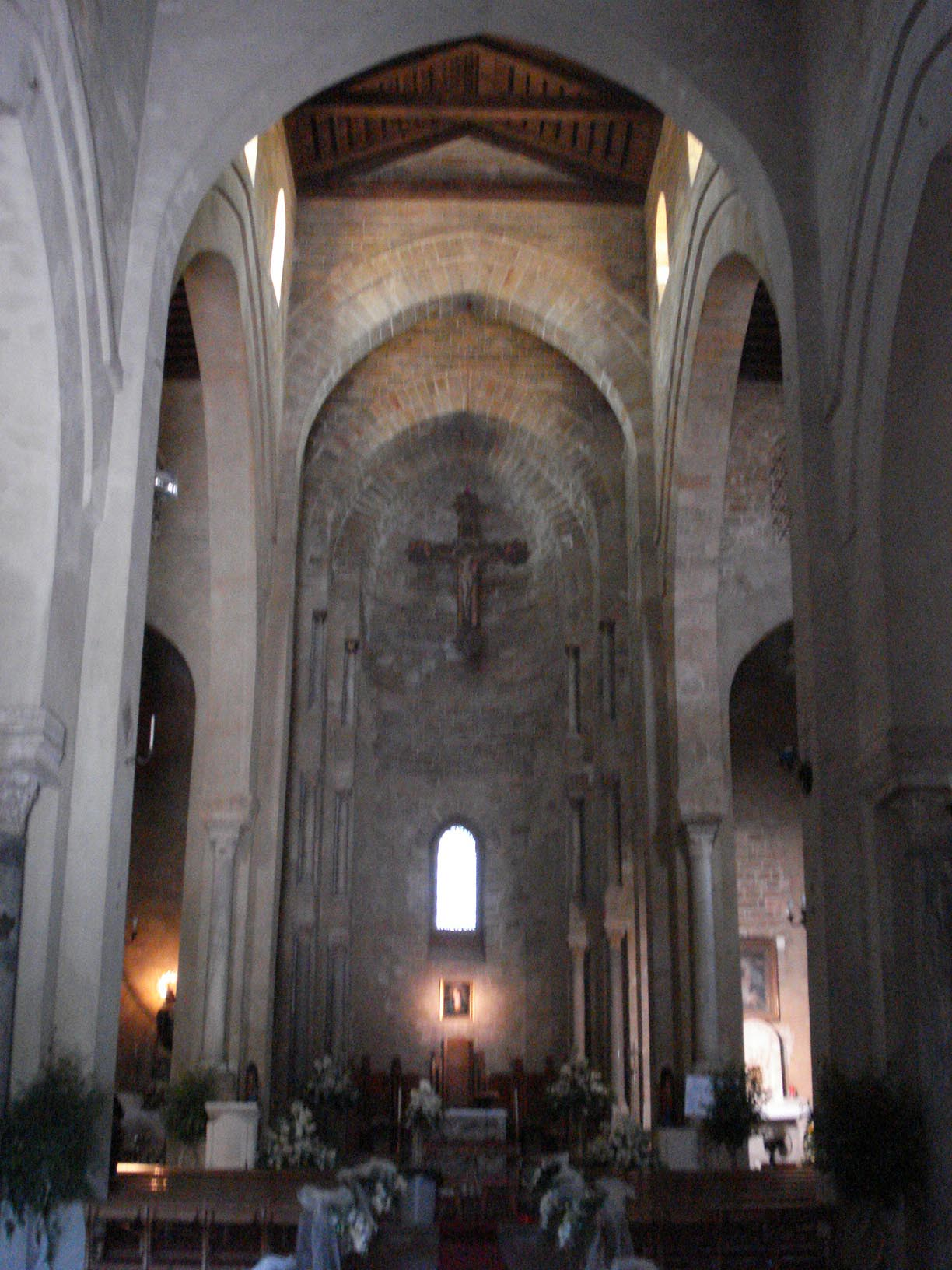
Інтер'єр
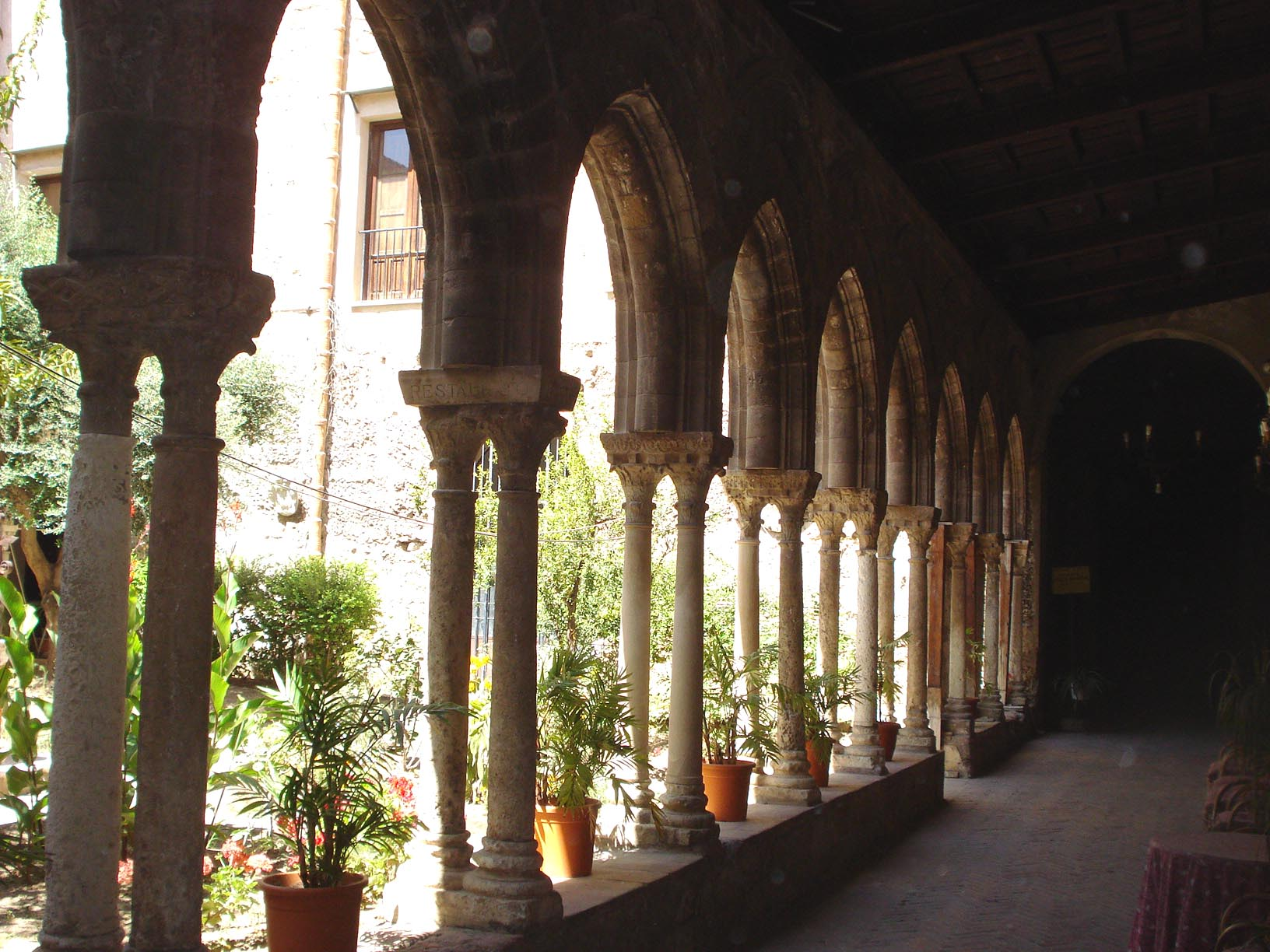
Клуатр
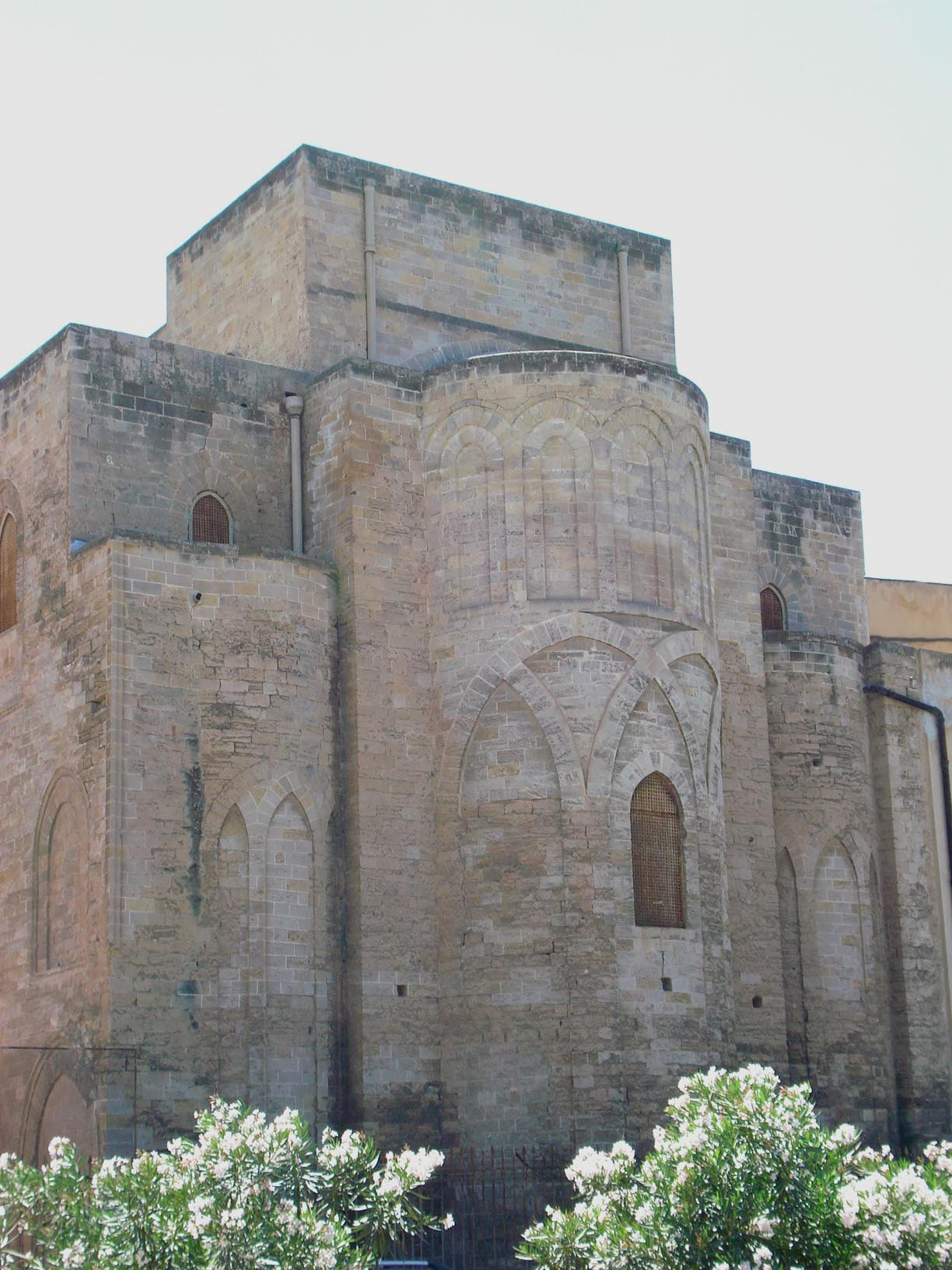
Абсида